# Unaspis yanonensis
Unaspis yanonensis är en insektsart som först beskrevs av Kuwana 1923.  Unaspis yanonensis ingår i släktet Unaspis och familjen pansarsköldlöss. Inga underarter finns listade i Catalogue of Life.